# Ochreriades
Ochreriades är ett släkte av bin. Ochreriades ingår i familjen buksamlarbin.
Kladogram enligt Catalogue of Life:
| Ochreriades | \| \| Ochreriades fasciatus \| \| \| \| \| \| Ochreriades rozeni \| \| \| \| |
|             | \| \| Ochreriades fasciatus \| \| \| \| \| \| Ochreriades rozeni \| \| \| \| |
|             | Ochreriades fasciatus                                                        |
|             |                                                                              |
|             | Ochreriades rozeni                                                           |
|             |                                                                              |